# La Rita (Pococí)
Rita es el tercer distrito del cantón de Pococí, en la provincia de Limón, de Costa Rica.

## Historia
Rita fue creado el 2 de julio de 1971 por medio de Decreto Ejecutivo 1825-G. Segregado de Guápiles.

## Ubicación
Está ubicado en la región Nororiental del país y limita con los distritos de Colorado al norte, Guápiles al sur y Cariari al este. Mientras que al oeste colinda con la provincia de Heredia.
Su cabecera, el pueblo de La Rita, está ubicado a 9.6 km (17 minutos) al N de Guápiles y 74.9 km (1 horas 32 minutos) al NE de San José la capital de la nación.

## Geografía
Rita cuenta con un área de 503,74 km² y una altitud media de 111 m s. n. m.
Es el segundo distrito del cantón por superficie.
Presenta un territorio dominado por las llanuras, con una altitud media de 111 metros sobre el nivel del mar.

## Demografía
Para el año 2022, Rita cuenta con una población estimada de 27 315 habitantes, y para el último censo efectuado, en 2011, Rita contaba con una población de 24 041 habitantes.

## Localidades
- Barrios: Cruce de Jordán, calle Peligro, Pueblo Nuevo.
- Poblados: Balastre, Cantagallo, Cartagena, Cayuga, Chirvalo, Cocorí, Encina, Gallopinto, Hamburgo, I Griega, Indio, Jardín, La Rita (cabecera), Mercedes, Palmitas, Porvenir, Primavera, Rótulo, San Carlos, San Cristóbal, San Gerardo, San Isidro, San Pedro, Santa Elena, Santa Rosa, Sirena, Suárez, Suerte, Tarire, Teresa, Ticabán, Triángulo, Victoria, Agroportica.

## Educación
CINDEA La Rita-Cascadas, CINDEA La Rita-Central, CINDEA La Rita- El Porvenir, Ticaban Finca Uno, CINDEA La Rita-Unión, Escuela La Rita,Escuela la Teresa Liceo la Rita, Colegio de Innovación Tecnológica de Ticaban y ColegioTecnico Agropecuario Portica.

## Economía
Juega un papel importante en la zona, el cultivo de banano y piña de modalidad extensiva con fines de exportación.
La Rita, su cabecera, cuentan con servicios de salud y educación. También se ofrecen servicios de entretenimiento en zonas recreativas.
En cuanto al comercio, destaca la venta de alimentos, calzado, ropa y artículos para el hogar.

## Transporte

### Carreteras
Al distrito lo atraviesan las siguientes rutas nacionales de carretera:
- Ruta nacional 247
- Ruta nacional 249
- Ruta nacional 809
- Ruta nacional 814
- Ruta nacional 817